# Spoorlijn Zvolen – Čata

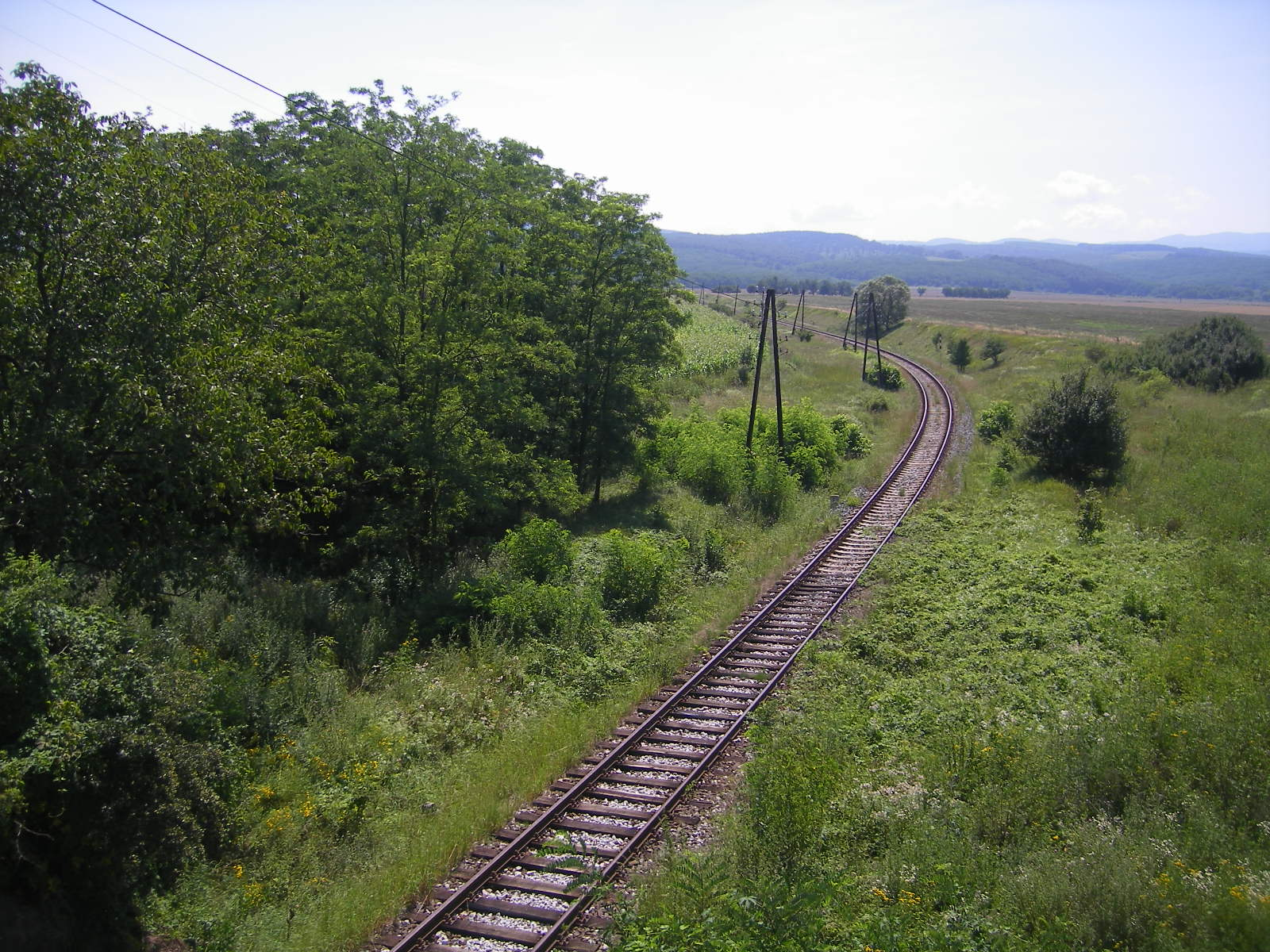
De spoorlijn Zvolen-Čata ten westen van Šahy (anno 2009)

De spoorlijn Zvolen – Čata (spoorlijn nummer 153) is een enkelsporige lijn in Slowakije, die Zvolen verbindt met Čata (Zuidwest-Slowakije), via Krupina (Zuid-Slowakije) en Šahy (de grens met het hedendaagse Hongarije). De lijn is 106 kilometer lang en de maximumsnelheid bedraagt 80 kilometer per uur.

## Geschiedenis
Station Šahy maakt vanaf 24 september 1886 deel uit van het spoorwegnet en was vanaf die datum reeds per spoor verbonden met Bratislava via Čata en Štúrovo.
Dieper in het binnenland van Opper-Hongarije kwam de eerste trein uit Šahy in Krupina aan, op 7 april 1899.
Vóór 1918 waren de transportroutes van oudsher gericht op de oude hoofdsteden van Oostenrijk en Hongarije: Wenen en Boedapest. Na de oprichting van Tsjecho-Slowakije in 1918 was een van de belangrijkste taken van de jonge staat, de aanpassing van de transportroutes aan de nieuwe behoeften, met andere woorden: de verwezenlijking van verbindingen met de hoofdstad Bratislava en met de regio's onderling. Op 10 maart 1920 besloot de Tsjecho-Slowaakse regering tot een investeringsprogramma voor de spoorwegen dat onder meer voorzag in de aanleg van 15 nieuwe lijnen op Slowaaks grondgebied en in Karpato-Oekraïne (anno 2023: Karpato-Roethenië).
Er werd besloten een verbinding aan te leggen tussen Krupina en Zvolen (33,8 km).
De bouw van deze lijn begon op 3 januari 1923 en het moeilijke terrein vereiste veel grondwerk, onder meer 2 tunnels, 188 bruggen, dijken en uitgravingen. Niettemin vorderde het werk snel. Het traject werd op 15 januari 1925 in gebruik genomen, toen de verbinding tussen Zvolen en Zuid-Pohronie voltooid was.
Een dag later, op 16 januari 1925, werd de exploitatie door de Tsjechoslowaakse Staatsspoorwegen (ČSD) gestart.
Op 1 januari 1993 werd de lijn Zvolen – Čata als gevolg van het uiteenvallen van Tsjecho-Slowakije, overgedragen aan de pas opgerichte Slowaakse Spoorwegen (ŽSR).

## Treindienst

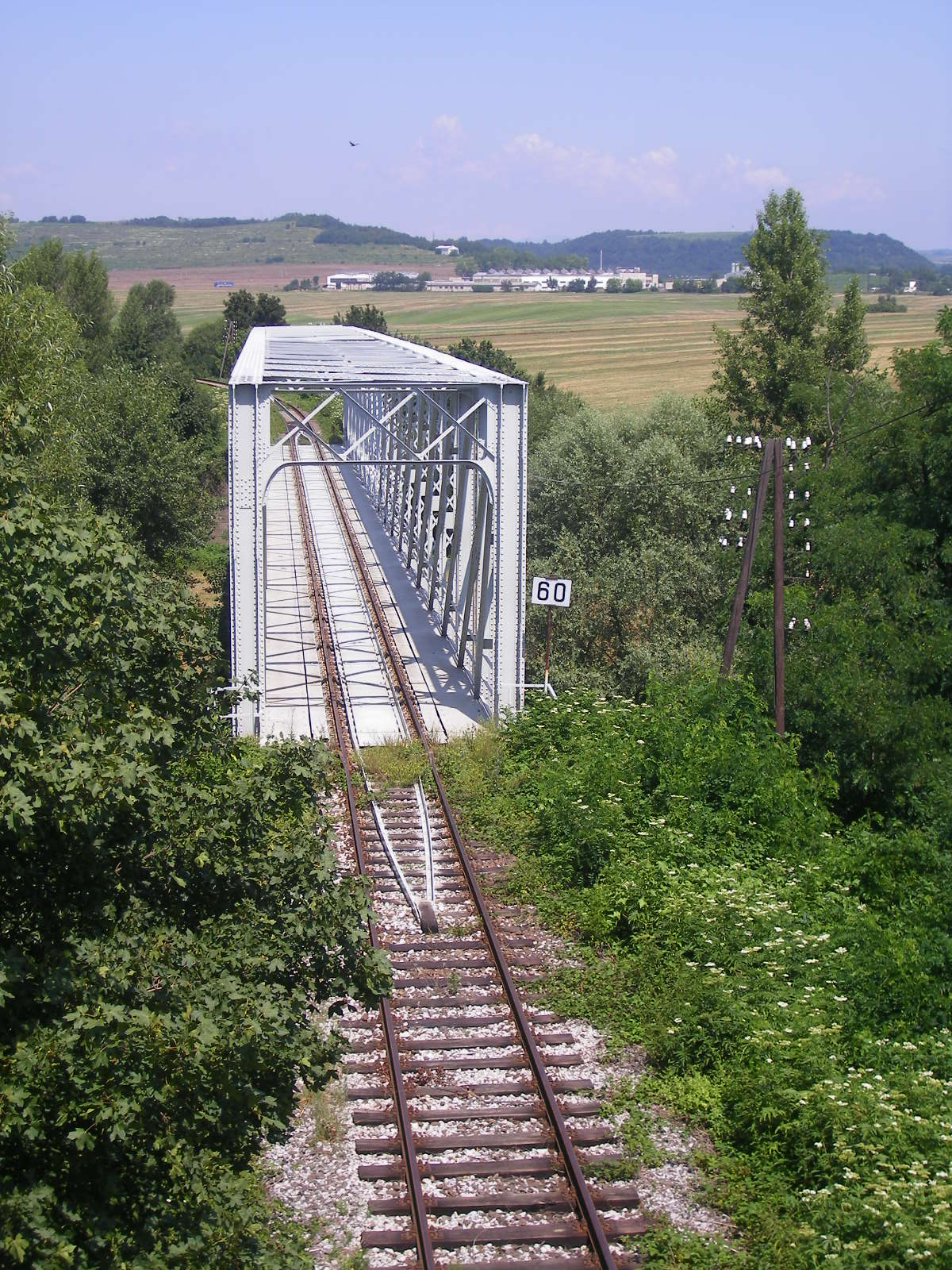
Spoorwegbrug over de Ipeľ-rivier (anno 2009)

Het passagiersvervoer op het traject Zvolen - Šahy werd in 2003 stopgezet.
Het initiatief om dat weer op gang te brengen kwam in het voorjaar 2018 van de Slowaakse minister van Transport: Arpád Érsek (° 22 juni 1958). Op 26 april 2018 vond aan boord van een extra-trein Zvolen - Šahy een samenkomst plaats, waaraan deelnamen: de minister van Transport, de directeuren van ŽSR en de ŽSSK, alsook vertegenwoordigers van de gebruikers. Daar werd afgesproken dat het passagiersverkeer in de zomer van 2019 zou worden hervat.
Het passagiersvervoer werd op de gehele lijn hersteld op 2 januari 2019.

## Stations en haltes

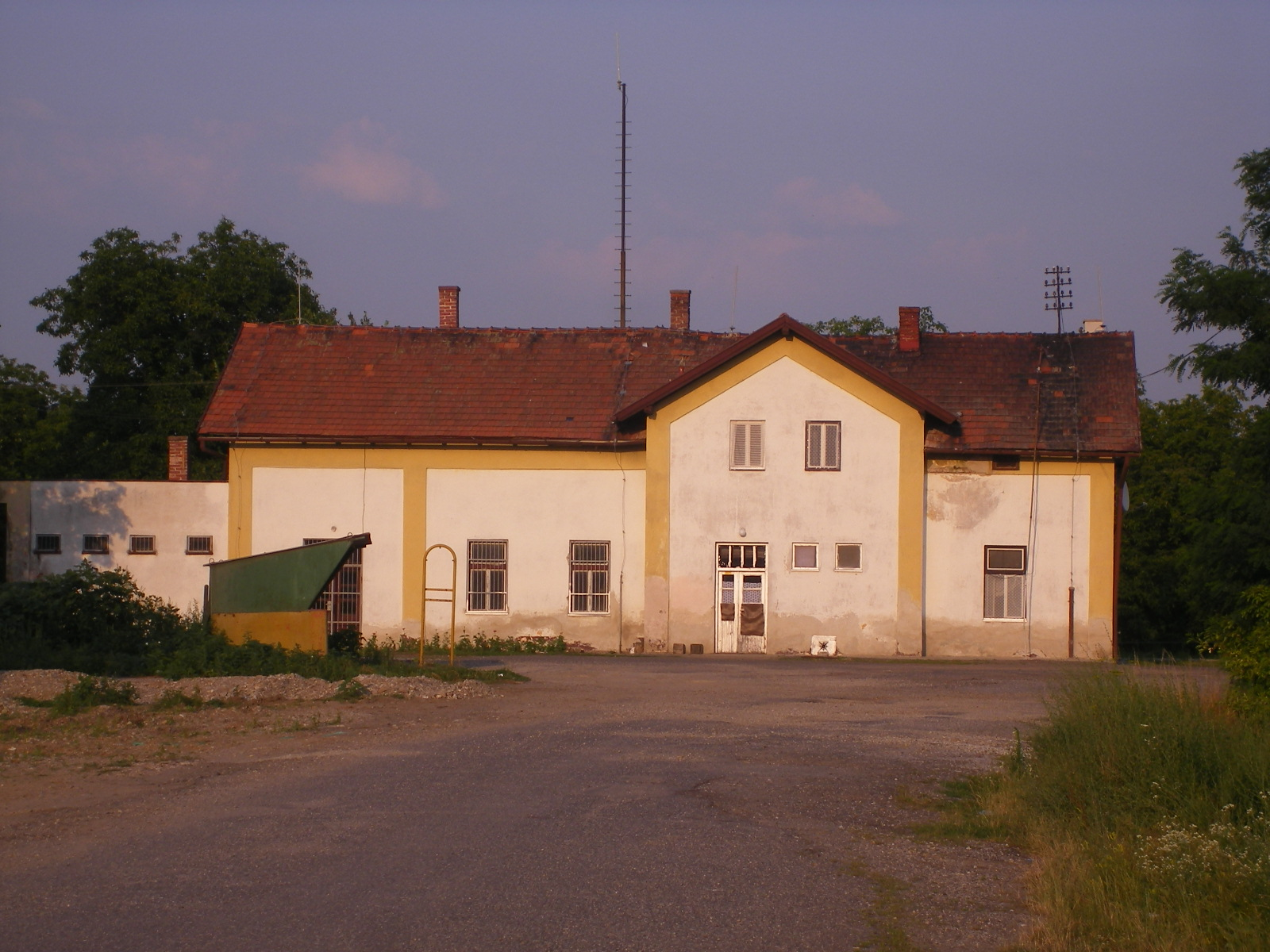
Station Ipeľský Sokolec (anno 2009)

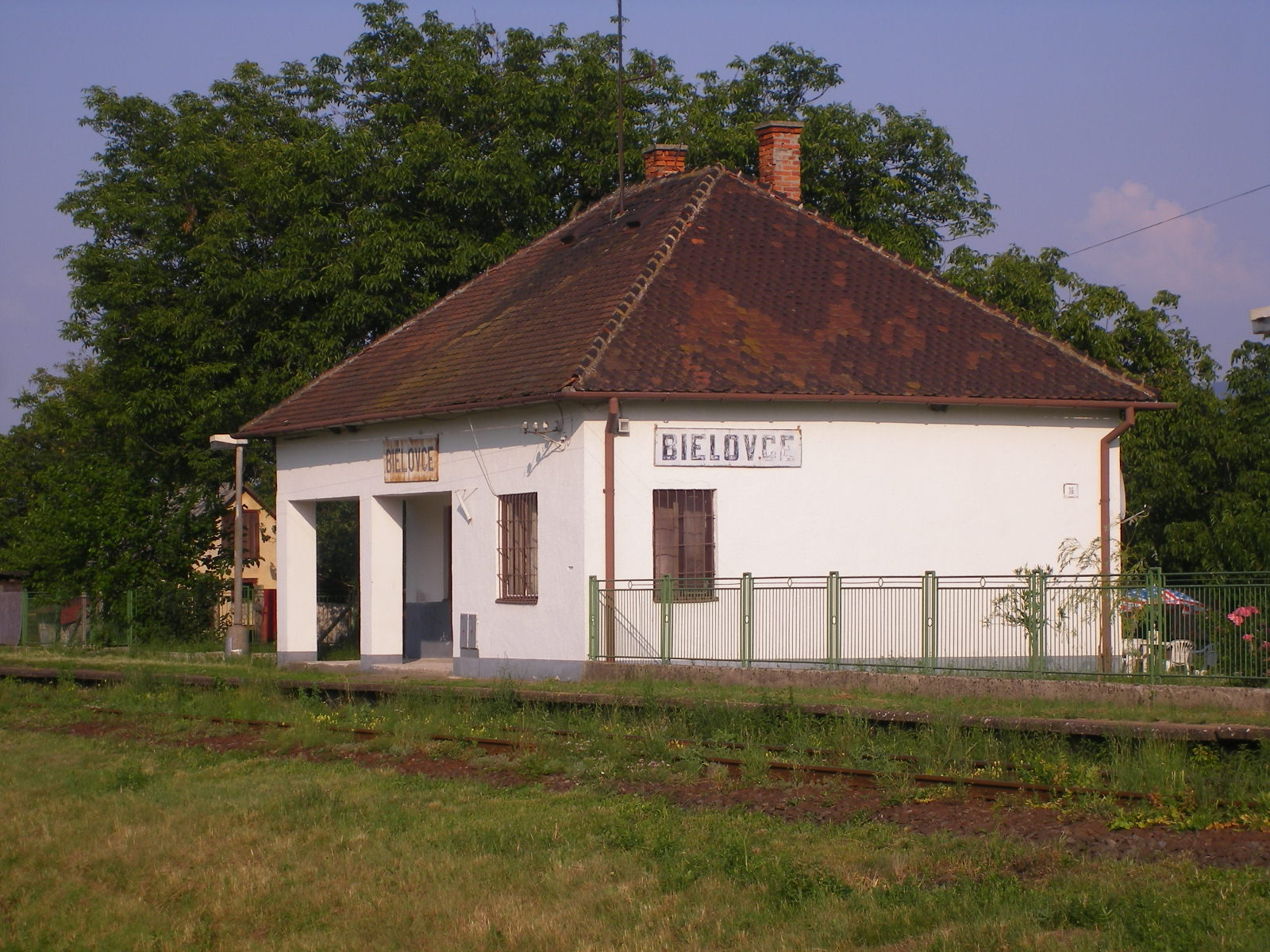
Station Bielovce (anno 2009)

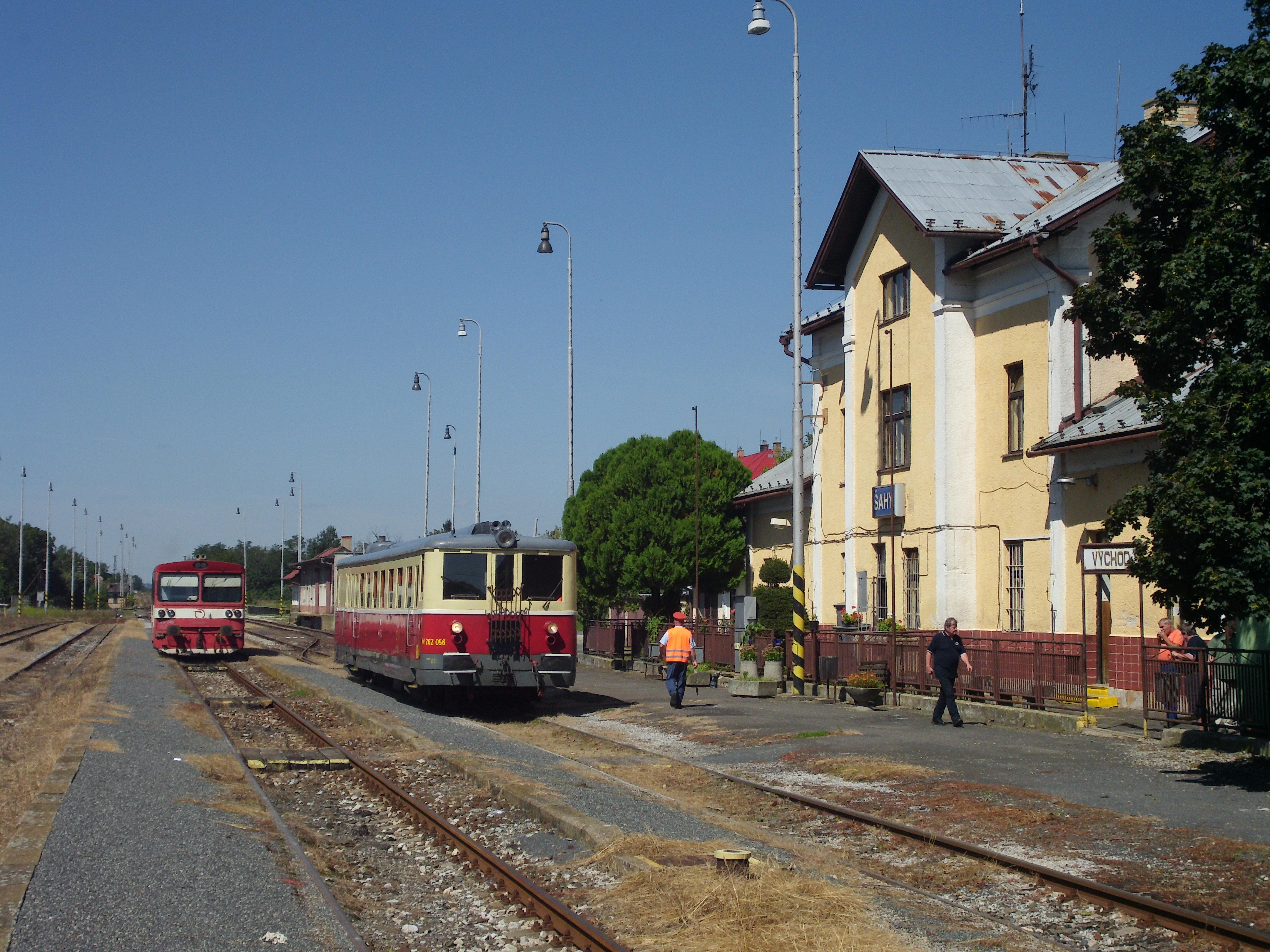
Station Šahy (anno 2014)

De lijn bedient de volgende stations (s) en haltes:
- Zvolen (osobná stanica) (reizigersstation)
  - Vertakking met lijn:
    - 150 (Nové Zámky – Zvolen),
    - 160 (Zvolen – Košice),
    - 170 (Zvolen – Vrútky),
    - 171 (Zvolen – Diviaky).
- Podzámčok
- Dobrá Niva (s)
- Dobrá Niva zastávka (halte)
- Sása-Pliešovce (s)
- Bzovská Lehôtka
- Krupina predmestie (voorstad)
- Krupina (s)
- Bzovík
- Hontianske Nemce (s)
- Domaníky
- Hontianske Tesáre (s)
- Dvorníky
- Terany
- Dudince
- Tupá (s)
- Hrkovce
- Šahy (s)
- Vyškovce nad Ipľom
- Ipeľský Sokolec (s)
- Bielovce
- Pastovce (s)
- Zalaba
- Čata (s)
  - Vertakking met lijn 152 (Štúrovo – Levice)